# منطقة الأبحاث الأوروبية
تعد منطقة الأبحاث الأوروبية (ERA) نظامًا من برامج البحث العلمي التي تدمج الموارد العلمية للاتحاد الأوروبي (EU). منذ تأسيسه في عام 2000، ركز الهيكل على التعاون متعدد الجنسيات في مجالات البحوث الطبية والبيئية والصناعية والاجتماعية والاقتصادية. يمكن تشبيه منطقة الأبحاث ERA إلى بحث وابتكار يعادل «السوق المشتركة» الأوروبية للسلع والخدمات. الغرض منه هو زيادة القدرة التنافسية لمؤسسات الأبحاث الأوروبية من خلال الجمع بينها وتشجيع طرق عمل أكثر شمولاً، على غرار ما هو موجود بالفعل بين المؤسسات في أمريكا الشمالية واليابان. إن زيادة تنقل العاملين في مجال المعرفة وتعميق التعاون المتعدد الأطراف فيما بين مؤسسات الأبحاث بين الدول الأعضاء في الاتحاد الأوروبي هي من الأهداف المركزية في المناقصة الإلكترونية.
ينص البند 1 من المادة 179 من معاهدة تشغيل الاتحاد الأوروبي على ما يلي: